# Новое Домкино
Новое Домкино — деревня в Конаковском районе Тверской области. Входит в состав Дмитровогорского сельского поселения.

## География
Находится в юго-восточной части Тверской области на расстоянии приблизительно 17 км на восток по прямой от районного центра города Конаково.

## История
В 1859 году здесь (деревня Корчевского уезда Тверской губернии) было учтено 14 дворов.

## Население
Численность населения: 112 человек (1859 год), 14 (русские 100 %) в 2002 году, 10 в 2010.